# Centro histórico de Leópolis
El Centro histórico de Leópolis (Старе Місто Львова, Stare Misto L’vova en ucraniano, y Stare Miasto we Lwowie en polaco) es el centro histórico de la ciudad de Ucrania occidental de Leópolis, en el óblast de Leópolis.
Desde 1998, la Unesco ha incluido el centro histórico de Leópolis como parte del Patrimonio Mundial tras la reunión celebrada el 5 de diciembre de 1998 en Kioto (Japón). La Unesco dio las siguientes razones para la selección: 

Criterio ii: En su tejido urbano y su arquitectura, Leópolis es un ejemplo sobresaliente de la fusión de las tradiciones artísticas y arquitectónicas de Europa oriental con aquellas de Italia y Alemania.

Criterio v: El papel político y comercial de Leópolis atrajo a si una serie de grupos étnicos con diferentes tradiciones culturales y religiosas, quienes establecieron comunidades separadas aunque interdependientes dentro de la ciudad, evidencia de lo cual aún es discernible dentro del moderno paisaje urbano.

El territorio del conjunto del centro histórico de Leópolis abarca 120 hectáreas de la parte medieval y de la vieja Rus de Kiev de la ciudad, así como el territorio de la catedral de San Jorge en la colina de san Jorge. El área de protección del centro histórico, que está definida por los límites históricos de la zona, es de aproximadamente 3.000 hectáreas.